# Cyclocardia spurca
Cyclocardia spurca är en musselart som beskrevs av Sowerby 1833. Cyclocardia spurca ingår i släktet Cyclocardia och familjen Carditidae.

## Underarter
Arten delas in i följande underarter:
- C. s. spurca
- C. s. beebei